# Saint-Georges-sur-Baulche
Saint-Georges-sur-Baulche ist eine französische Gemeinde im Département Yonne in der Region Bourgogne-Franche-Comté mit 3.176 Einwohnern (Stand: 1. Januar 2022). Saint-Georges-sur-Baulche liegt im Arrondissement Auxerre und gehört zum Kanton Auxerre-1. 

## Geografie
Saint-Georges-sur-Baulche liegt an dem kleinen Fluss Baulche, einem Nebenfluss der Yonne. Umgeben wird Saint-Georges-sur-Baulche von den Nachbargemeinden Perrigny im Norden, Auxerre im Osten, Villefargeau im Süden und Südwesten sowie Charbuy im Westen und Nordwesten.

## Einwohnerentwicklung
| Jahr                      | 1962 | 1968 | 1975 | 1982 | 1990 | 1999 | 2006 | 2011 | 2020  |
| Einwohner                 | 718  | 1364 | 2962 | 3385 | 3186 | 3155 | 3248 | 3392 | 3.225 |
| Quelle: Cassini und INSEE |      |      |      |      |      |      |      |      |       |

## Sehenswürdigkeiten
- Schloss Montmercy
- Alte Windmühle (genannt La Montagne)

## Gemeindepartnerschaften
Mit der deutschen Gemeinde Lambsheim in Rheinland-Pfalz besteht seit 1981 eine Partnerschaft.